# Tías (kommun)
Tías är en kommun i Spanien. Den ligger i den autonoma regionen Kanarieöarna i sydvästra delen av landet, 1 600 km sydväst om huvudstaden Madrid. Antalet invånare är 21 462 (2024). Tías ligger på ön Lanzarote.